# Dianne Saxe
 Dianne Saxe, née Shulman, le 27 novembre 1952 à Toronto, est une avocate et femme politique canadienne élue pour représenter le quartier 11 de l'Université—Rosedale au conseil municipal de la ville de Toronto à la suite des élections municipales de 2022.
Avant d'entrer en politique, Saxe pratique le droit de l’environnement et est la dernière commissaire à l'environnement de l'Ontario de 2015 à 2019. Elle est la cheffe adjointe du Parti vert de l'Ontario de 2020 à 2022.

## Carrière juridique

### Éducation
Saxe étudie le droit à l'école de droit d'Osgoode Hall, obtenant un baccalauréat en droit (LLB) en 1974. Elle est admise au barreau en 1976 et obtient un doctorat en droit à l'Alma Mater de son baccalauréat, Osgoode Hall, en 1991.

### Carrière
Avant d'entrer dans le secteur public, Saxe travaille dans le secteur privé au sein de deux grands cabinets d'avocats, puis dirige pendant 25 ans un cabinet d'avocats spécialisé dans le droit de l'environnement. Au début de sa carrière, elle se concentre sur l'intersection du droit de l'environnement et de la responsabilité des entreprises, tandis que sa pratique plus récente se concentre sur le changement climatique et le droit qui s'y rapporte. Elle publie de nombreux ouvrages sur les questions environnementales. De 1975 à 1989, Dianne Saxe exerce le droit au sein du gouvernement de l'Ontario,.
En 1991, Saxe se lance dans la pratique privée. Ceci l'amène à représenter l'Association des municipalités de l'Ontario (AMO) dans le cadre de leur réclamation réussie de 115 millions de dollars contre Stewardship Ontario pour le coût du programme de la boîte bleue de l'Ontario en 2014.

### Commissaire à l'environnement de l'Ontario
Saxe est nommé à l'unanimité la commissaire à l'environnement de l'Ontario en 2015 par l'Assemblée législative de l'Ontario pour un mandat de cinq ans. La commissaire est une agente indépendante de l'Assemblée législative qui surveille la Déclaration des droits environnementaux et soumet des rapports annuels sur les progrès de la province en matière de conservation de l'énergie, de protection de l'environnement et de changement climatique. Elle est également autorisée à présenter des rapports spéciaux. En tant que commissaire, elle présente 17 rapports à l'Assemblée législative sur des sujets tels que l'injustice environnementale envers les Premières Nations,, l'électricité, les déchets et l'économie circulaire, les espèces en voie de disparition, la pollution de l'eau, la santé des sols ainsi que la politique climatique,.
Le 15 novembre 2018, le gouvernement progressiste-conservateur annonce son intention d'abolir le poste de commissaire à l'environnement, transférant certaines de ses fonctions au vérificateur général. Saxe a publié des rapports critiquant les positions environnementales de la nouvelle administration, notamment l'absence de politique sur le changement climatique. La décision de supprimer la surveillance environnementale indépendante est largement relayée. Plus de 200 scientifiques et chercheurs envoient une lettre ouverte au premier ministre Doug Ford pour lui demander de reconsidérer la situation. Son dernier rapport est très critique à l'gard du gouvernement Ford. Après 25 ans, le poste de commissaire à l'environnement de l'Ontario cesse d'exister lorsque la Charte des droits environnementaux est modifiée le 1er avril 2019.

### Retour à la pratique privée
Après avoir été la commissaire à l'environnement de l'Ontario, Dianne Saxe rouvre son cabinet de droit de l'environnement SaxeFacts axé sur les questions climatiques. Puis, elle publie des articles ainsi qu'un blog et présente des exposés sur les questions climatiques. Elle est boursière clinique de McMurtry à la faculté de droit d'Osgoode Hall de 2019 à 2020, est chercheuse principale au Collège Massey ainsi que professeure adjointe à l'École de l'environnement de l'Université de Toronto. Elle anime un podcast intitulé « Green Economy Heroes » qui présente des entretiens avec des leaders d'entreprises vertes, et apporte également un soutien public au mouvement de grève des jeunes pour le climat à Toronto en 2019.

## Carrière politique

### Élections provinciales de 2022
Saxe se présente pour le Parti vert de l'Ontario dans University—Rosedale. Sa candidature est confirmée ainsi que le poste de cheffe adjointe le 30 novembre 2020. Elle cite la crise climatique comme l'une des principales raisons de sa campagne politique, ainsi que le conflit très médiatisé avec Ford au sujet de la fermeture de son bureau,. La circonscription est l'une des rares circonscriptions que les verts de l'Ontario visent à ajouter au caucus à siège unique du chef provincial Mike Schreiner lors des élections de 2022 ; Saxe figure en bonne place dans les messages de campagne du parti et sa circonscription est choisie pour le lancement de la plateforme. La politique du logement et l'étalement urbain — des batailles politiques clés dans le Grand Toronto — sont au centre de la campagne de Saxe visant à réduire les émissions de l'Ontario. La plateforme officiel du parti cite la santé mentale, le logement abordable et l'économie climatique comme ses principaux piliers électoraux. Saxe arrive en quatrième place, avec 6 092 voix au total, soit près de 15,9 % du vote total; la circonscription est remportée par la députée provinciale sortante du Nouveau Parti démocratique, Jessica Bell. Saxe triple cependant presque la part de vote vert de la circonscription obtenue lors des élections provinciales de 2018.

### Élections municipales de 2022
Le quartier 11 de l’Université—Rosedale est resté vacant pour les élections de 2022 lorsque le conseiller Mike Layton annonce qu'il ne se représentera pas. Saxe annonce sa candidature aux élections municipales de Toronto de 2022, qui ont lieu le 24 octobre 2022. Saxe déclare qu'elle se présente comme candidate indépendante aux élections municipales et qu'elle démissionnera de son poste de cheffe adjointe du Parti vert de l'Ontario si elle est élue.
Saxe cite le logement, la mobilité, le climat et la durabilité, ainsi qu'une ville en bon état comme principaux points de sa plateforme politique municipale.
Elle gagne avec 8 614 voix et près de 35,37 % du total des voix. Puis, la conseillère Saxe prend officiellement ses fonctions le 15 novembre 2022.
La première année de Dianne Saxe au conseil municipal de Toronto coïncide avec la démission du maire John Tory ainsi que l'élection partielle qui voit Olivia Chow accéder à la mairie. Saxe occupe de nombreux postes au sein de comités des deux administrations, souvent en raison de sa grande expérience dans les domaines de l'environnement et du droit. Parmi ses nominations figure en tête de liste le Comité des infrastructures et de l'environnement. Sous la direction de la mairesse Chow, elle est également nommée au conseil d'administration de la Commission de transport de Toronto et de Toronto Hydro.
Sa liste complète de ces rôles au sein du conseil municipale :
- Comité des infrastructures et de l'environnement
- Conseil communautaire de Toronto et d'East York
- Conseil d'administration du Fonds atmosphérique de Toronto
- Commission de transport de Toronto
- Conseil de gestion du Conseil national zéro déchet
- Office de protection de la nature de Toronto et de la région
- Société Toronto Hydro
- Conseil d'administration du centre communautaire 58 Cecil Street
- Conseil d'administration de l'arène William H.(Bill) Bolton[30]

## Prix et reconnaissances
Saxe reçoit de nombreux prix, notamment des certifications spécialisées du Barreau du Haut-Canada, la clé d'or pour les réalisations des anciens élèves de la faculté de droit d'Osgoode Hall ainsi qu'une médaille du Barreau 2020 pour son leadership exemplaire en droit de l'environnement. En août 2020, Saxe termine sa formation pour devenir l'ambassadrice du climat En-ROADS, membre du réseau international qui dirige des événements de simulation climatique développés par Climate Interactiv et la MIT Sloan Sustainability Initiative. Saxe est également une leader de la réalité climatique formé, ayant été personnellement formé par Al Gore sur la crise climatique et ses solutions.
Saxe siège à un certain nombre de conseils d'administration publics et privés, notamment Draxis Health, Solarshare, WindShare et Evergreen, aide à gérer la dotation de l'Association du Barreau de l'Ontario et est reconnu comme étant prêt à siéger au conseil d'administration par Women in Capital Markets. En juin 2022, elle reçoit un doctorat honorifique en études environnementales de l'Université de Waterloo.

## Vie personnelle
Dianne Marie Shulman est née à Toronto le 27 novembre 1952,, de Gloria (née Bossin) et du Dr Morton Shulman. Son père était le coroner en chef du Toronto métropolitain au milieu des années 1960, s'occupant de dossiers tels que les problèmes de sécurité des véhicules et les morts causées par des avortements clandestins. Il a ensuite siégé à l'Assemblée législative de l'Ontario de 1967 à 1975 en tant que député provincial du Nouveau Parti démocratique. Il représentait la circonscription électorale de High Park, où se trouvait son cabinet médical.
Elle a mariée et pris le nom de Stewart Saxe pendant 42 ans. Son mari meurt en novembre 2014. Ils ont deux filles ensemble ;  Rebecca Saxe, professeure de neurosciences au MIT et Shoshanna Saxe, professeure de génie civil à l'Université de Toronto,

## Publications

### Livres
- Saxe, Dianne (1990a). Environmental Offences Corporate Responsibility and Executive Liability. Aurora, ON: Canada Law Book[46]
- Saxe, Dianne (1990b). Ontario Environmental Protection Act Annotated. Aurora, ON: Canada Law Book Inc.[47]
- Saxe, Dianne (1994). A Buyer's Guide to Contaminated Land. Toronto: Edmond Montgomery[48].